# Larissa Csatari
Larissa Csatari (* 29. Januar 1989, Zürich) war eine Schweizer Judosportlerin in der Kategorie unter 63 Kilogramm und Inhaberin des 1. Dan-Gürtels. Im Dezember 2014 wurde sie mit dem Judoclub Cortaillod Vize-Europameisterin bei den Golden League.

## Biografie
Larissa Csatari begann mit 10 Jahren mit dem Judosport beim JC Regensdorf. 2008 wurde sie in das Nationalkader U20 aufgenommen, ein Jahr später in das Nationalkader U23. 2009 wurde sie Schweizer Vizemeisterin, 2010 erstmals Schweizer Meisterin. 2012 erfolgte die Aufnahme in das Nationalkader Elite. In demselben Jahr nahm sie an der Europameisterschaft und am World Cup teil. 2013 wurde sie zum zweiten Mal Schweizer Meisterin. 2014 wurde sie mit dem Judo Club Cortaillod Vize-Europameisterin bei den Golden League.
Ihr Trainer ist Dirk Radszat.
2021 beendete Csatari ihre Karriere als Judoka. Aktuell arbeitet sie als Polizistin bei der Kantonspolizei Zürich.

## Erfolge

### World Cup
- Almaty 2011 (U57): 5. Rang[6]

### Europameisterschaft
- Hoofddorp 2014 (U63): 2. Rang[7]
- Tjumen 2011 (U57): 3. Rang[8]

### European Cup Seniors
- Sindelfingen 2014 (U57): 2. Rang[9]
- Sindelfingen 2013 (U57): 1. Rang[10]
- Istanbul 2011 (U57): 2. Rang[11]

### International Turniere
- Genève 2013 (U57): 1. Rang[12]
- Arlon 2013 (U57): 3. Rang[13]

### Schweizer Meisterschaften Seniors
- Freiburg 2013 (U57): 1. Rang[14]
- Chiasso 2010 (U57): 1. Rang[15]
- Wettingen 2009 (U57): 2. Rang[16]
- Magglingen 2008 (U57): 3. Rang[17]
- Sursee 2007 (U57): 3. Rang[18]

### Schweizer Meisterschaften Juniors
- Magglingen 2008 (U57): 3. Rang[19]
- Sursee 2007 (U57): 3. Rang[20]

### Schweizer Meisterschaften Cadets
- Sursee 2007 (U57): 3. Rang[21]